# Кекети, Душан
Душан Кекети (словац. Dušan Keketi, венг. Kéketi Dusan; род. 24 марта 1951, Братислава) — чехословацкий и словацкий футболист венгерского происхождения, футбольный вратарь.

## Карьера

### Клубная
Воспитанник братиславского футбола, выступал за команды «Спойе» и «Братислава». Дебютировал в профессиональном футболе в составе трнавского «Спартака» в 1969 году. В сезоне 1976/1977 временно выступал в «Дукле» из Банской-Бистрицы, затем вернулся в Трнаву. С 1983 по 1986 годы выступал в австрийском клубе «Аустрия» из Клагенфурта, где и завершил свою карьеру. Со 135 играми в чемпионате Чехословакии вошёл в Клуб вратарей Лиги, также трижды выиграл чемпионат страны.

### В сборной
В сборной играл на чемпионате Европы 1980, стал бронзовым призёром первенства. Всего же в его активе 7 игр.

## Тренерская карьера
Тренировал различные клубы: «Фёрст» из Вены, команды из города Сенец. Также был тренером вратарей в трнавском «Спартаке».

## Титулы
- Чемпион Чехословакии: 1971, 1972, 1973
- Бронзовый призёр Евро-1980
- Член «Клуба вратарей лиги»